# Křižácké státy

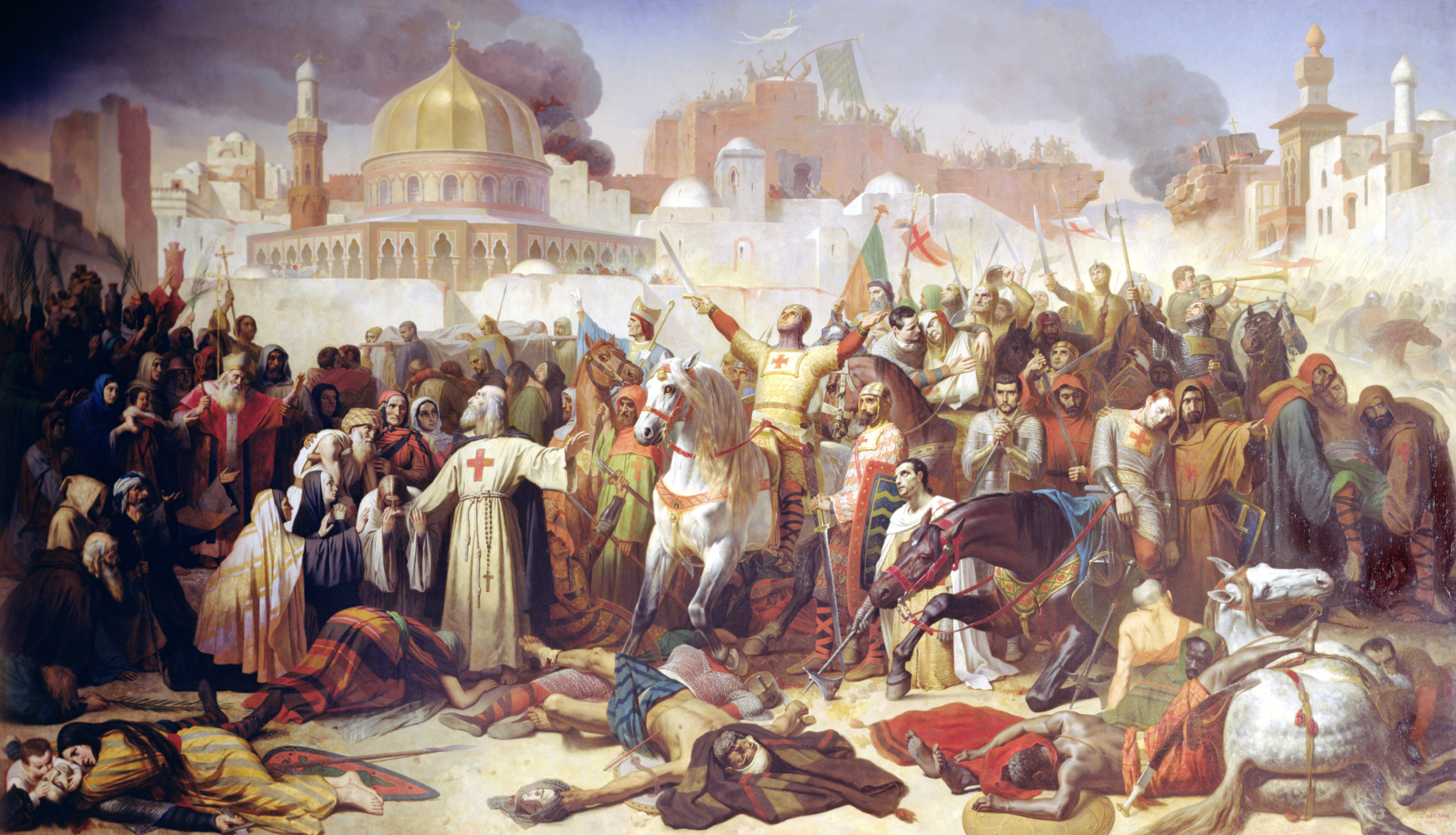
Émile Signol: Dobytí Jeruzaléma křižáky dalo vzniknout Jeruzalémskému království, nejznámějšího křižáckého státu

Křižácké státy je označení pro zámořská panství založená evropskými účastníky křížových výprav a spravovaná podle západního vzoru jako feudální monarchie. Výpravy mířily do Levanty, později do Řecka a do Pobaltí, po jejich ukončení se domů vracela jen část křižáků. V severní Evropě byly zakládány německými křižáky během takzvaných severních křížových výprav. Následkem těchto výprav byla germanizace pobaltských zemí. Státy vznikaly také ve Středozemním moři. 
Hlavním rysem všech křižáckých států byla christianizace, feudalizace a kolonizace nově nabytých území, šíření evropské kultury, způsobu života a forem vládnutí. Zpravidla po dobytí cizího území se moci chopila původem evropská šlechta katolického vyznání, která učinila z místního většinového obyvatelstva své poddané. Po vládnoucí elitě zpravidla následoval příchod dalších osadníků z Evropy, které lákalo rozvíjení obchodu s cizími zeměmi a exotické zboží. K západním způsobům vlády patřila také výstavba velkých hradů. 
Křižácké státy jsou považovány za pomyslné předchůdce pozdějších zámořských kolonií evropských říší. Ne všechna území byla nabyta silou. Příkladem může být Kilíkijská Arménie, království vybudovaného Armény, které získalo rysy křižáckého státu až po nástupu původem francouzské Lusignanské dynastie.

## Seznam křižáckých států

### Levanta a Kypr:Outremer

Blízký východ roku 1135 s křižáckými, tureckými a arabskými státy

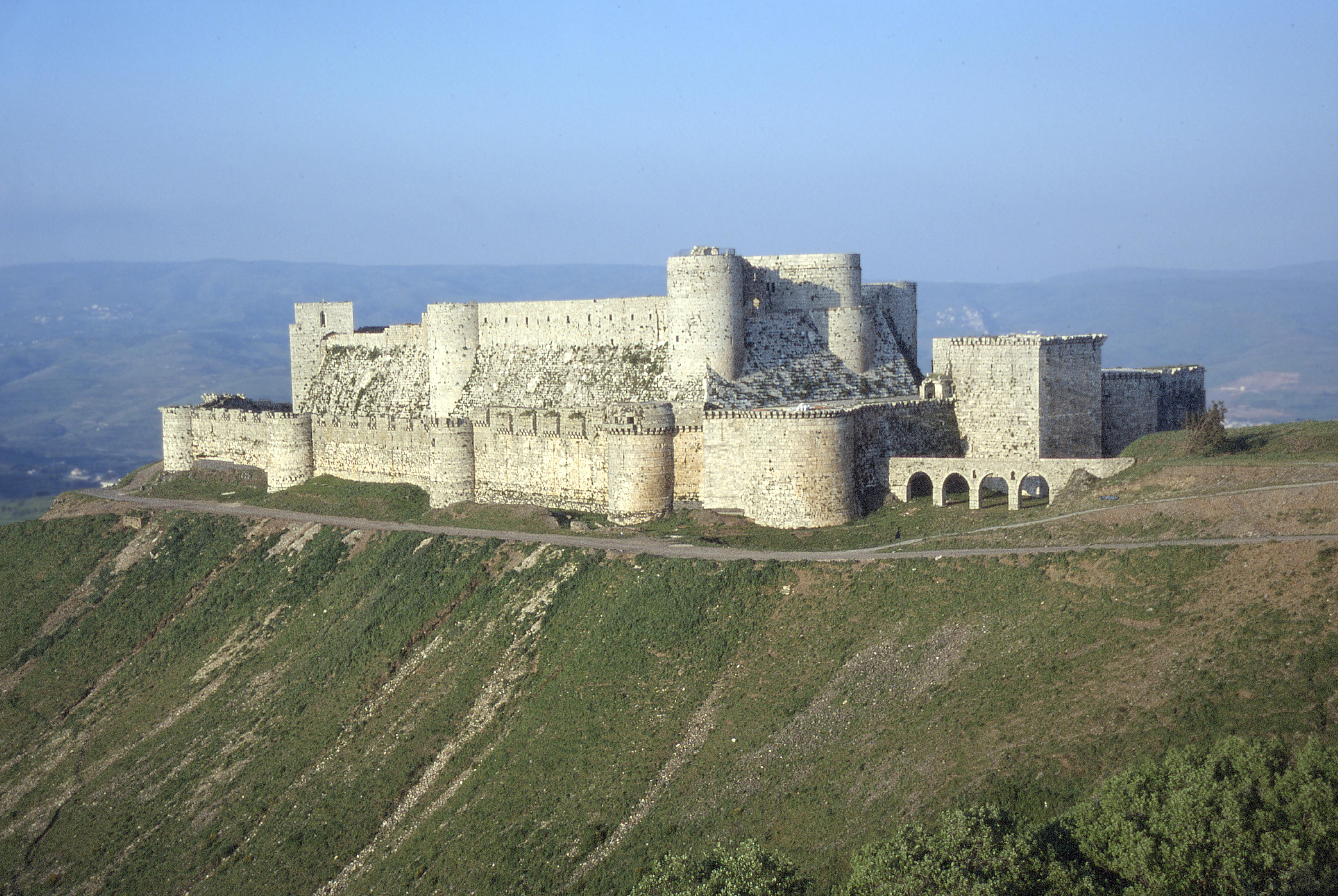
Krak des Chevaliers, největší křižácký hrad v Sýrii

První křižácké státy vznikaly v průběhu a těsně po skončení první křížové výpravě do Svaté země v oblasti Levanty, pojmenované franskými křižáky jako Outremer, Zámoří. Tyto státní útvary byly čtyři, poté následovaly další:
- Edesské hrabství (1098–1144) – první křižácký stát, první edesským hrabětem se stal křižácký vůdce Balduin z Bouillonu
- Antiochijské knížectví (1098–1268) – prvním antiochijským knížetem se stal Bohemund z Tarentu
- Tripolské, dříve Tortoské hrabství (1102–1289) – podle města Tortosa, následně Tripolisu (v Libanonu) o pět let později, prvním hrabětem se stal Bernard z Toulouse
- Jeruzalémské království (1099–1187, 1192–1291) – prvním představitelem byl Godefroi z Boulloinu s titulem Ochránce Božího hrobu, po jeho smrti roku 1100 byl korunován na krále jeho mladší bratr Balduin, hrabě z Edessy, království zaniklo s pádem Akkonu, poslední pevnosti v rukách křesťanů, poté byli křižáci ze Svaté země definitivně vyhnáni, dělilo na mnoho feudálních panství, z nichž čtyři nejdůležitější byly:
  -  Galilejské knížectví
  -  Jaffa a Askalon
  -  Zajordánské panství
  -  Sidonské panství
- Kypr ovládaný templáři (1191–1192) – krátká epizoda, kdy se celý ostrov fakticky octl pod nadvládou templářských rytířů. Stalo se tak během třetí výpravy, kdy Anglický král Richard Lví srdce prodal dobytý Kypr do vlastnictví templářům. Během jejich krátké nadvlády museli čelit povstání Kypřanů, po roce se rytíři rozhodli ostrov raději prodat sesazenému jeruzalémskému králi Guyovi a Kypr se stal královstvím.
- Kyperské království (1192–1489) – založeno během třetí výpravy po krátké nadvládě templářů. Na trůn usedl roku 1192 bývalý jeruzalémský král Guy de Lusignan, který ostrov odkoupil od rytířského řádu. Templáři zůstali na ostrově v rámci Kyperského komturství. Po dobytí Jeruzaléma muslimy bylo království formálně povýšeno na „Království Kypru a Jeruzaléma“, a po zániku Kilíkijské Arménie na „Království Kypru, Jeruzaléma a Arménie“. Poslední královna prodala ostrov Benátčanům a stal se benátskou kolonií.
- Arménské království v Kilíkii (1198/1199–1375) – Kilíkie neboli Malá Arménie byla původně byzantská provincie a později vazalské knížectví založené se svolením císaře utečenci z Arménie, kteří opustili vlast kvůli seldžuckým Turkům. Kilíkijská Arménie navázala spojenectví s křižáckými státy Levanty a vymanila se z područí Byzance. Status království byl zemi udělen papežem Inocencem III. a později na kilíkijský trůn usedla původem francouzská Lusignanská dynastie, která zemi ještě víc přiblížila Západu a pokusila se přimět Armény k přijetí západního katolictví, čemuž byla nakloněna jen část arménské šlechty, většina obyvatelstva zachovávala věrnost svému pravoslaví. Roku 1375 egyptští mamlúci dobyli hlavní město Sis.

### Řecko

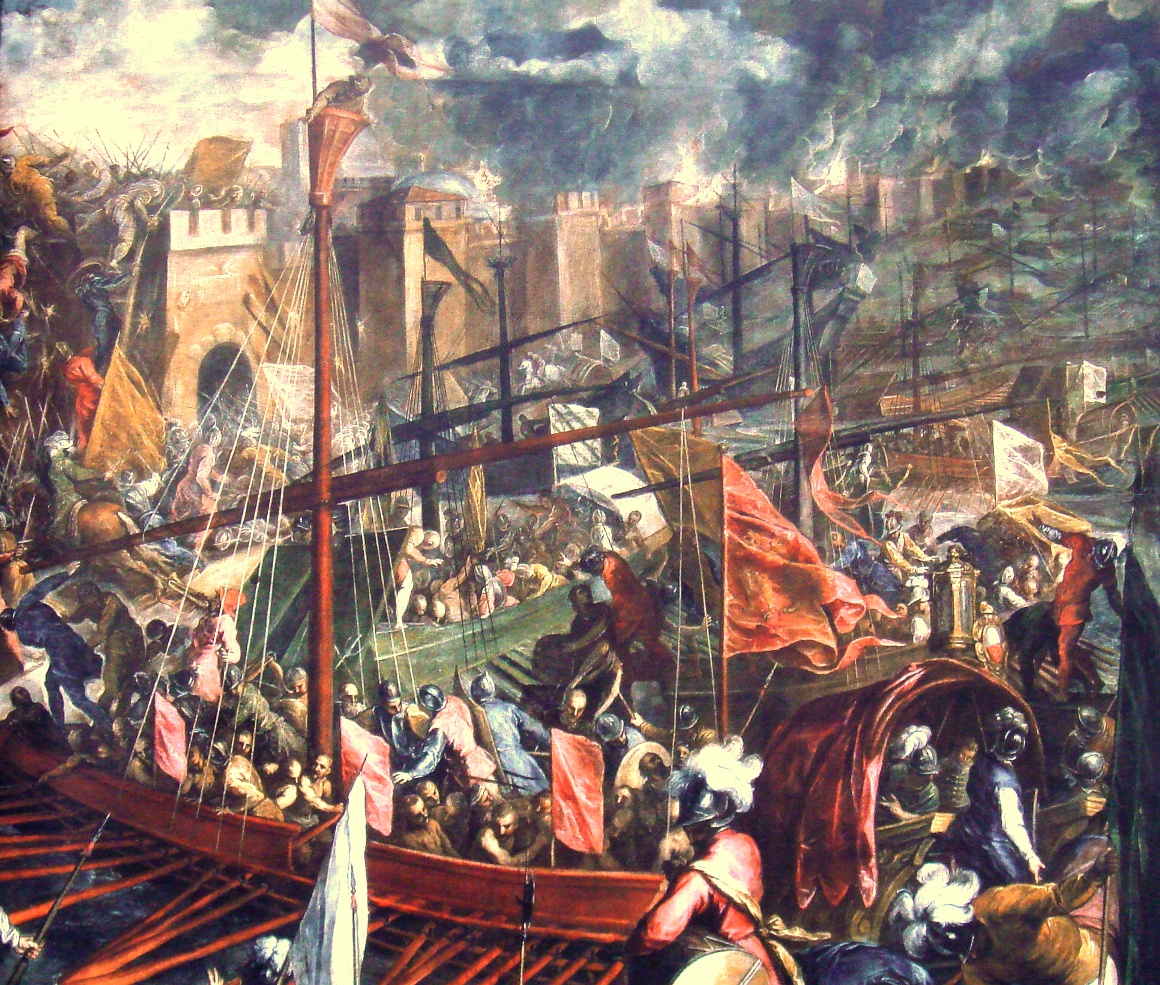
Dobývání Konstantinopole křižáky na malbě Palmy il Giovaneho

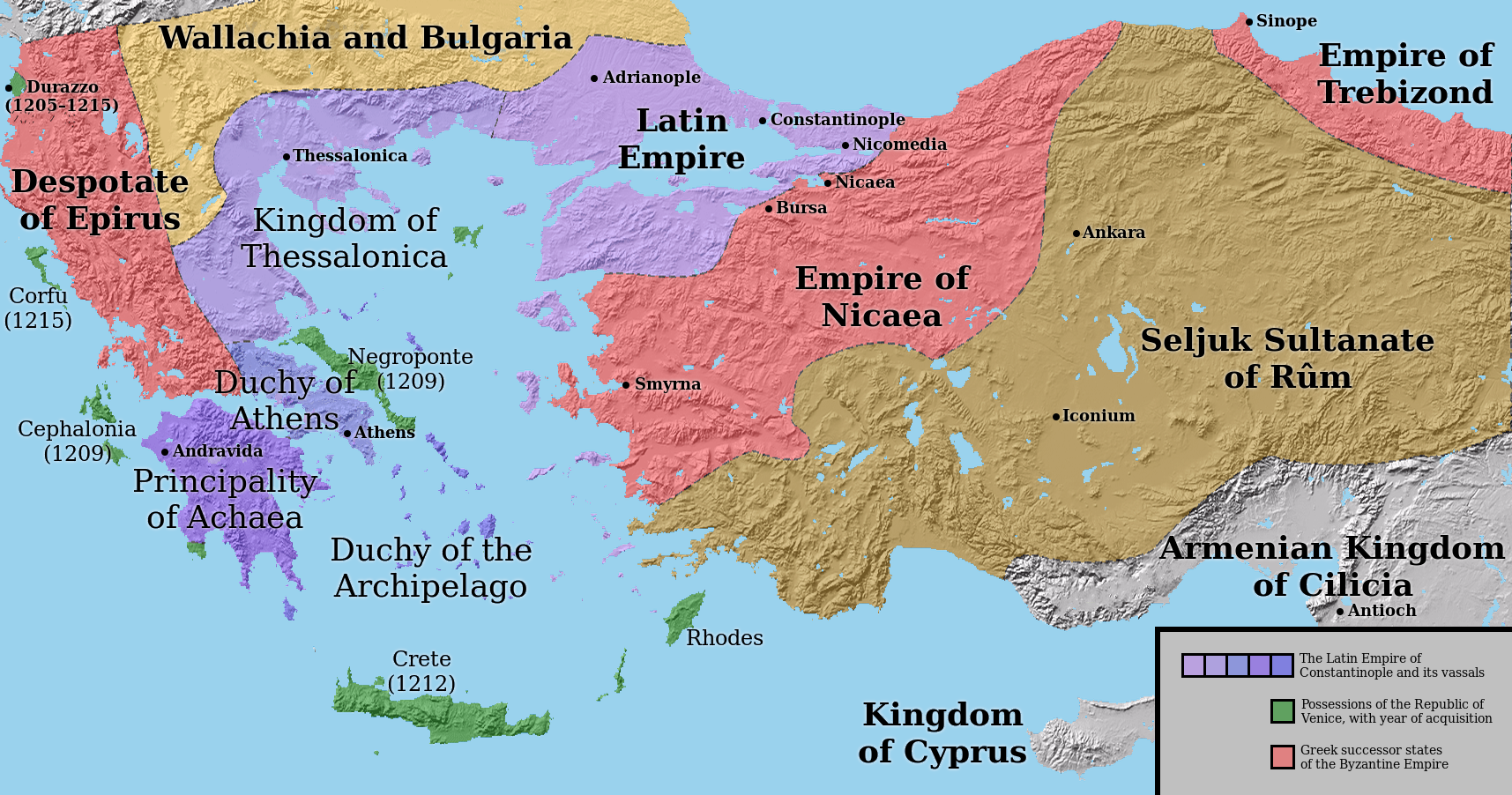
Nástupnické státy po dobytí Byzantské říše křižáky

Křižácké státy v jižním Řecku kolem roku 1210

Po čtvrté křížové výpravy, kdy byla dobyta Byzantská říše a Konstantinopol obsazena křižáky, bylo nově získané území rozděleno na:
- Latinské císařství (1204–1261) – prvním latinským císařem se stal Balduin IX. Flanderský. Roku 1261 bylo spolu s Thébami znovudobyto Byzantinci. Latinské císařství bylo obklopeno vazaly: 
  -  Soluňské království (1204–1224) – první soluňským králem se stal Bonifác z Montferratu
  -  Filipopolské vévodství (1204–1205) – bylo součástí Latinského císařství
  -  Lemnos – ostrov se stal lénem Latinského císařství od roku 1207
  -  Bodonitské markrabství (1204–1414) – původně jako vazal Soluňského království, později Achajského knížectví
  -  Achajské knížectví (1205–1460) – prvním achajským knížetem se stal Vilém ze Champlitte
  -  Argos a Nauplion (1212–1388) – téměř nezávislé hrabství formálně podřízené Achajskému knížectví
  -  Athénské vévodství (1205–1453) – bylo zemí Aragonské koruny, prvním vévodou z Athén se stal Otto de la Roche. Křižácká správa přetrvala v Athénách a Peloponésu až do 15. století, kdy byla panství dobyta Osmanskými Turky.
    -  Salonské hrabství (1205–1410)

  -  Vévodství Naxos (1207–1538) – prvním egejským vévodou se stal Benátčan Marco Sanudo
  -  Negropontská triarchie (1204–1470) – tento drobný křižácký stát byl formálně vazalem Soluňského království a Latinského císařství, ale prakticky byl pod silným vlivem Benátčanů, od roku 1390 se již coby Negropontské panství stal regulérní benátskou kolonií
- Kefalonia a Zakynthos (1185–1479) – součást Sicilského království
- Rhodos jako řádový stát johanitů (1310–1522) – johanité si vytvořili řádový stát na ostrově Rhodos a několika dalších ostrovech v Egejském moři, které drželi až do roku 1522, kdy je osmanský sultán Sulejman vyhnal, a rytíři byli nuceni přesunout se na ostrov Malta.
  - Ostrov Kastellorizo byl v roce 1309 zabrán johanity. Od roku 1440 až do roku 1450 jej okupovali egyptští mamlúci a nakonec se ostrova zmocnili Benátčané, kteří na něm vydrželi až do roku 1635.
  - Řád obsadil další ostrovy a města v Egejském moři, Anatolii a Řecku: Smyrna (dnes Izmir, 1344–1402), Attaleia (dnes Antalya, 1361–1373), Halikarnassos (dnes Bodrum), Korint (1397–1404) a ostrovy Ikaros (1424–1521) a Kós (1215–1522).
- Neopatrijské vévodství (1319–1390) – vzniklo až mnohem později a bylo založeno katalánskými žoldnéři původně ve službách Byzantské říše, spolu s Athénským vévodstvím se stalo zemí Aragonské koruny, mnohdy se ke křižáckým státům nepočítá.

### Středomořská léna
Džerba a Taborka – ačkoliv malá, existovala ve Středomoří další křižácká panství, vybudované ve stylu západního feudalismu, a to ostrovy nacházející se při pobřeží Tuniska.

### Křižácká panství na severu

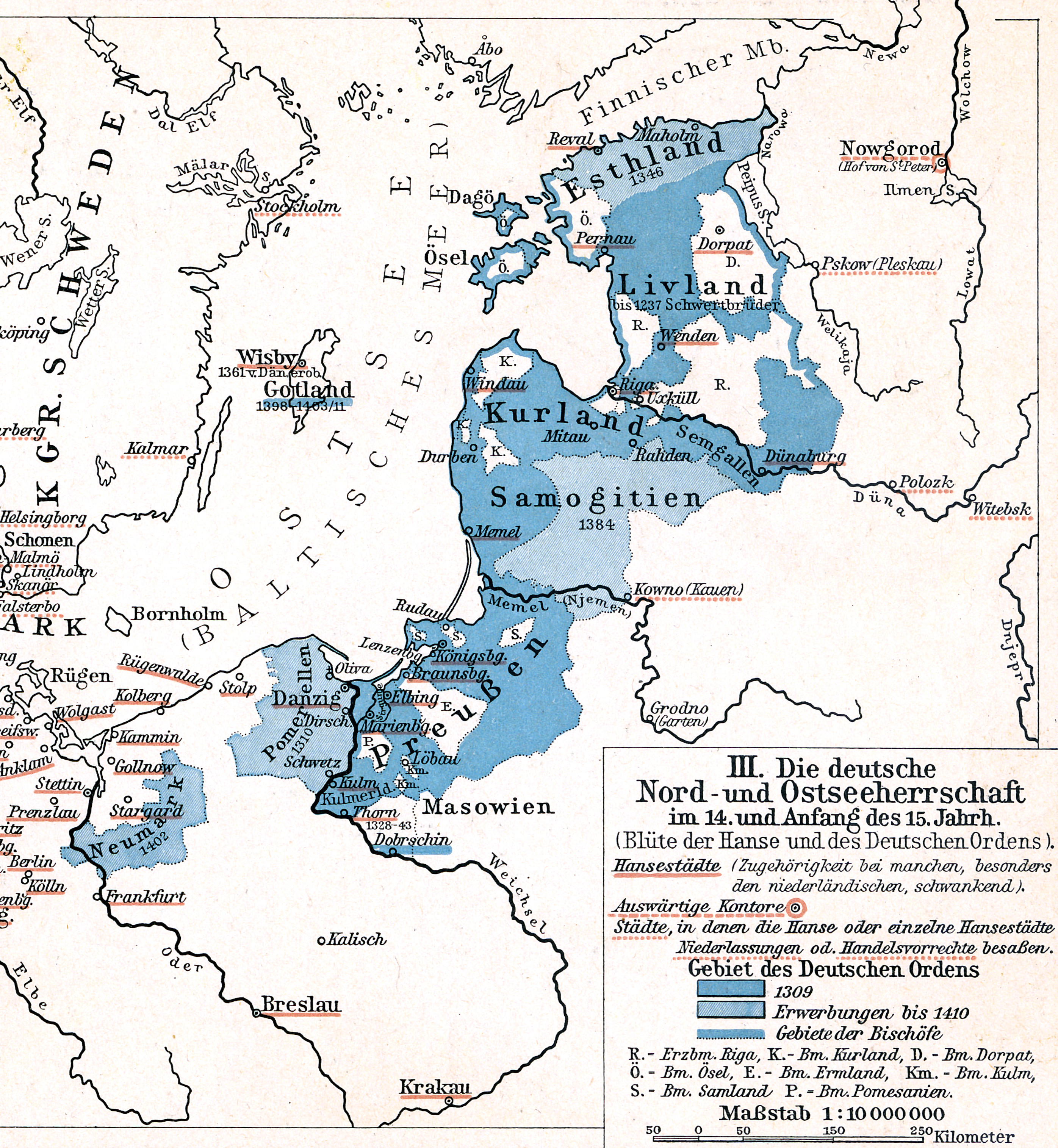
Křižácké státy v Pobaltí

- Burzenland – V roce 1211 daroval uherský král Ondřej II. německým rytířům území Burzenlandu v Sedmihradsku, na obranu uherských hranic proti pronikajícím Kumánům, ale již roku 1225 byl Řád německých rytířů z území vyhnán, protože měl v plánu zřídit na území řádový stát nezávislý na uherském králi.
- Stát Řádu německých rytířů – V roce 1193 vyzval papež Celestýn III. rytířské řády, zejména Řád německých rytířů a Řád mečových bratří k boji proti nevěřícím v Pobaltí, protože v Pobaltí stále žily kmeny, které odmítaly přijmout křesťanství. Tyto řády se vydaly bojovat do těchto končin proti pohanům i proti pravoslavným ruským knížectvím.
  - Biskupství Culm
  - Biskupství Pomesanie
  -  Biskupství Ermland
  - Biskupství Samland

Řád německých rytířů založil vlastní řádový stát na dobytém území Pruska, stejně jako řád byl spravován na bázi teokratické republiky s prvky monarchie a feudalismu. Hlavou státu stejně jako řádu byl doživotně zvolený velmistr vybraný příslušným volícím orgánem (v tomto případě generální kapitula) tvořeného šlechtou. Řádoví rytíři museli být šlechtického původu, pocházeli z různých evropských zemí, většinou německých (čili původu také německého) a běžně tedy užívali němčiny, která byla úředním jazykem řádu a tedy i řádového státu. To znamenalo vytlačování domorodých jazyků pokořených baltských kmenů jako např. pruštiny. Rytíři byli vázáni poslušností k řádu a své životy přizpůsobovali pravidlům řehole včetně povinností celibátu apod., obývali různá stavení vlastněných řádem (domy, hrady a kláštery) uzpůsobených do souhrnu sídel zvané komendy či komturie, v jejichž čele obvykle stál výše postavený šlechtic a člen řádu zvaný komtur. Řádová sídla a jejich místodržitelé měli různá postavení v hierarchii řádu vůči vyšším kruhům, kromě velmistra byla řádová vláda tvořena dalšími vysokými hodnostáři a členy řádu zastávajících funkci ministrů. Pouze biskupství na území řádového státu podléhala arcibiskupství v Rize. Řád rytířů se nemohl spoléhat jen na práci svých níže postavených bratří v rámci řádu, ale převážně na prostý lid, místní domorodé (většinou pruské) obyvatelstvo, které bylo pracně a pomalu christianizováno, ale především na německé kolonisty, kteří již byli přirozeně křesťany od narození a do Pobaltí přicházeli s vidinou nových příležitostí a pozemků.
Druhý řádový stát (livonský) byl založen Řádem mečových bratří na většině dobytého území dnešního Lotyšska a postavena pod patronát Panny Marie jako země Mariina – Terra Mariana, také on byl převážně tvořen německými kolonisty. Způsob správy a vlády řádů nad oběma řádovými panstvími se principiálně nijak nelišily od panství spravovaných jinými řády jako byli johanité a templáři.
- Terra Mariana (Livonská konfederace)
  -  Arcibiskupství rižské
  - Kuronské biskupství
  -  Dorpatské biskupství
  -  Biskupství Ösel-Wiek
  -   panství ve vlastnictví Řádu mečových bratří, později Livonského řádu (po sloučení s Řádem německých rytířů)
  -  Estonské vévodství – Území Estonska bylo dobyto dánskými křižáky a připojeno k Dánskému království jako přímé panství dánského krále, později se vstoupilo do konfederace.